# Grand Prix Júnior de Patinação Artística no Gelo
O Grand Prix Júnior de Patinação Artística no Gelo (em inglês:  Junior Grand Prix of Figure Skating) é uma série de cometições de patinação artística no gelo de nível júnior, organizado pela União Internacional de Patinação (ISU). Os patinadores competem em quatro disciplinas: individual masculino, individual feminino, duplas, e dança no gelo. Inicialmente chamado de Junior Series, o Grand Prix Júnior foi criado em 1997 para complementar o Grand Prix de Patinação Artística no Gelo, que é uma série de nível sênior. Os patinadores ganham pontos de classificação em cada evento do Grand Prix Júnior. Os patinadores com as maiores pontuações nos eventos classificatórios disputam a Final do Grand Prix Júnior de Patinação Artística no Gelo, que atualmente bé disputada junto com a Final do Grand Prix de Patinação Artística no Gelo.

## Competições
A versão júnior do Grand Prix foi criada na temporada 1997–98. Geralmente há sete eventos de classificação que levam a uma final. Todas as competições tem as quatro disciplinas: individual masculino, individual feminino, duplas e dança no gelo. Quatro dos eventos também realizar uma competição de duplas. Os locais das competições mudam a cada ano. A partir da temporada 2008–09, o evento final atualmente acontece junto com a final do Grand Prix sênior.

### Eventos por país
| \| - África do Sul - Alemanha - Andorra - Armênia - Austrália - Áustria - Bielorrússia - Bulgária - Canadá - China \| - Coreia do Sul - Croácia - Eslováquia - Eslovênia - Espanha - Estados Unidos - Estônia - Finlândia - França - Hungria \| - Itália - Japão - Letônia - Lituânia - México - Noruega - Países Baixos - Polônia - Reino Unido - República Tcheca \| - Romênia - Rússia - Sérvia - Suécia - Suíça - Taipé Chinesa - Turquia - Ucrânia \| | | |                                                                                  |
| - África do Sul - Alemanha - Andorra - Armênia - Austrália - Áustria - Bielorrússia - Bulgária - Canadá - China | - Coreia do Sul - Croácia - Eslováquia - Eslovênia - Espanha - Estados Unidos - Estônia - Finlândia - França - Hungria | - Itália - Japão - Letônia - Lituânia - México - Noruega - Países Baixos - Polônia - Reino Unido - República Tcheca | - Romênia - Rússia - Sérvia - Suécia - Suíça - Taipé Chinesa - Turquia - Ucrânia |